# شبکه کوانتومی
شبکه‌های کوانتومی عناصر مهمی از محاسبات کوانتومی و سیستم‌های ارتباطی کوانتومی را تشکیل می‌دهند. شبکه‌های کوانتومی انتقال اطلاعات بین پردازنده‌های کوانتومی جدا از هم را به صورت بیت‌های کوانتوم که کیوبیت نیز نامیده می‌شوند تسهیل می‌کنند. پردازنده کوانتوم به کامپیوتر کوانتومی کوچکی گفته می‌شود که می‌تواند دروازه‌های منطقی کوانتومی را روی تعداد معینی از کیوبیت‌ها انجام دهد. شبکه‌های کوانتومی مانند شبکه‌های کلاسیک کار می‌کنند. تفاوت اصلی این است که شبکه کوانتومی، مانند محاسبات کوانتومی، در حل برخی از مشکلات، مثل مدل‌سازی سیستم‌های کوانتومی، بهتر عمل می‌کند.

### شبکه های کوانتومی برای محاسبه
محاسبات کوانتومی شبکه‌ای یا محاسبات کوانتومی توزیع شده   با اتصال چندین پردازنده کوانتومی توسط یک شبکه کوانتومی با ارسال کیوبیت بین آن‌ها کار می‌کند. انجام این کار یک خوشه محاسباتی کوانتومی ایجاد می‌کند و در نتیجه پتانسیل محاسبات بیشتری را ایجاد می‌کند. می‌توان با متصل کردن کامپیوترهای کمتر قدرتمند به یکدیگر پردازنده‌های قدرتمند ایجاد کرد. این امر ملزم به اتصال چندین رایانه کلاسیک برای تشکیل یک خوشه رایانه ای در محاسبات کلاسیک است. مانند رایانه های کلاسیک، این سیستم با افزودن بیشتر رایانه های کوانتومی به شبکه قابل اندازه گیری است. در حال حاضر پردازنده‌های کوانتومی فقط با فاصله‌های کوتاه از هم جدا می‌شوند.

### شبکه های کوانتومی برای ارتباطات
در قلمرو ارتباط کوانتومی، فرد می‌خواهد کیوبیت ها را از یک پردازنده کوانتومی به پردازنده دیگر در فاصله‌های طولانی منتقل کند.  از این طریق می توان شبکه های کوانتومی محلی را به شبکه اینترنت کوانتومی متصل کرد. یک اینترنت کوانتومی  از برنامه‌های بسیار زیادی پشتیبانی می‌کند، که قدرت خود را از این واقعیت می‌گیرد که با ایجاد کیوبیت های درهم تنیده کوانتومی، می‌تواند اطلاعات را بین پردازنده های کوانتومی از راه دور منتقل کند. اکثر برنامه‌های اینترنت کوانتومی فقط به پردازنده های کوانتومی بسیار متوسط نیاز دارند. برای اکثر پروتکل‌های اینترنت کوانتومی‌، مثل توزیع کلید کوانتومی در رمزنگاری کوانتومی‌، اگر این پردازنده ها توانایی تهیه و اندازه‌گیری همزمان تنها یک کیوبیت واحد را داشته باشند، کافی است. این در تضاد با محاسبات کوانتومی است. تنها درصورتی که پردازنده های کوانتومی (ترکیبی) بتوانند به راحتی کیوبیت بیشتری را نسبت به یک رایانه کلاسیک شبیه سازی کنند، می‌توانند به کاربردهای جالب توجه برسند. برنامه‌های اینترنتی کوانتومی فقط به پردازنده های کوچک کوانتومی، اکثراً فقط به یک کیوبیت واحد نیاز دارند‌، زیرا درهم تنیدگی کوانتومی از قبل فقط بین دو کیوبیت قابل تحقق است. یک شبیه سازی از یک سیستم کوانتومی درهم پیچیده بر روی یک رایانه کلاسیک نمی‌تواند به طور همزمان امنیت و سرعت یکسانی را فراهم کند.

### بررسی اجمالی عناصر یک شبکه کوانتومی
ساختار پایه ای یک شبکه کوانتومی و به طور کلی اینترنت کوانتومی مانند شبکه کلاسیک می باشد. اول ، گره های پایانی را داریم که در نهایت برنامه ها بر روی آنها اجرا می شوند. این گره های انتهایی پردازنده های کوانتومی حداقل یک کیوبیت می باشند. در برخی از کاربردهای اینترنت کوانتومی به پردازنده های کوانتومی چند کیوبیتی و همچنین حافظه کوانتومی در گره های انتهایی نیاز پیدا میکنیم.
دوم ، برای انتقال دادن کیوبیت ها از گره ای به یک گره ی دیگر ، به خطوط ارتباطی نیاز داریم. به منظور برقراری ارتباط کوانتومی ، می توان از الیاف استاندارد مخابراتی استفاده نمود. برای محاسبات کوانتومی شبکه ای ، که در آن پردازنده های کوانتومی در فواصل کوتاهی به هم متصل می شوند ، طول موج های مختلف بسته به بستر سخت افزاری دقیق پردازنده کوانتومی انتخاب می شوند .
سوم ، برای استفاده‌ی حداکثر از زیرساخت های ارتباطی ، به سوئیچ های نوری نیاز داریم که بتوانند کیوبیت ها را به پردازنده کوانتومی مورد نظر تحویل بدهند. این سوئیچ ها می‌بایست انسجام کوانتومی را حفظ کنند ، که تحقق آنها را بیش از سوئیچ های نوری استاندارد سخت‌تر می کند.
در آخر ، برای انتقال کیوبیت ها در مسافت های طولانیتر به تکرار کوانتومی نیاز است. تکرار کننده ها در بین گره های انتهایی ظاهر می شوند.  از آنجا که نمی توان کیوبیت ها را کپی کرد ، تقویت سیگنال کلاسیک امکان پذیر نمی‌باشد. بنا به ضرورت ، یک تکرار کننده کوانتومی کاملاً متفاوت از تکرار کننده کلاسیک کار می کند.

## عناصر یک شبکه کوانتومی

### گره های انتهایی: پردازنده های کوانتومی
گره های انتهایی می توانند اطلاعات را دریافت و از خود ساطع کنند.  برای توزیع کلید کوانتومی می توانیم از لیزرهای مخابراتی و تبدیل کم پارامتری همراه با ردیاب های نوری استفاده کنیم. در این حالت ، گره های انتهایی در بسیاری از موارد می توانند دستگاه های بسیار ساده ای باشند که فقط از تقسیم کننده های پرتو و ردیاب های نوری تشکیل شده اند.
با این حال ، برای بسیاری از پروتکل ها ، گره های انتهایی پیچیده تری مورد پسند تر می باشند. این سیستم ها قابلیت پردازش پیشرفته تری را فراهم می کنند و همچنین می توانند به عنوان تکرار کننده های کوانتومی مورد استفاده قرار بگیرند. مزیت اصلی آنها این است که آنها می توانند اطلاعات کوانتومی را ذخیره کنند و دوباره انتقال دهند بدون اینکه حالت کوانتومی زمینه ای ایجاد شود . حالت کوانتومی ذخیره شده می تواند چرخش نسبی الکترون در یک میدان مغناطیسی باشد یا حالت انرژی الکترون.  آنها همچنین می توانند به عنوان دروازه های منطق کوانتومی ایفای نقش بکنند.
یکی از راه های تحقق این گره های انتهایی استفاده کردن از مراکز رنگ در الماس ، مانند مرکز خالی نیتروژن است . این سیستم یک پردازنده کوچک کوانتومی را تشکیل داده که دارای چندین کیوبیت است . مراکز خالی نیتروژن را می توان در دمای اتاق استفاده کرد.  الگوریتم های کوانتومی مقیاس کوچک و تصحیح خطای کوانتومی  قبلاً همچنین توانایی درهم آمیختن دو پردازنده کوانتومی از راه دور  و انجام حمل و نقل کوانتومی قطعی در این سیستم نشان داده شده است. 
سکوی احتمالی دیگر پردازنده های کوانتومی مبتنی بر تله های یونی است که از میدان های مغناطیسی و لیزرهای فرکانس رادیویی بهره می برد.  در یک شبکه گره ای یونی به دام افتاده ، از فوتونهای درهم تنیده شده با یک اتم والد برای درهم پیچیدن گره های مختلف استفاده می شود.  همچنین ، الکترودینامیک کوانتومی حفره ای (Cavity QED) یکی از روش های ممکن برای انجام این کار می باشد. در Cavity QED ، حالتهای کوانتومی فوتونیک می توانند به حالتهای کوانتومی اتمی ذخیره شده در اتمهای منفرد موجود در حفره های نوری تبدیل و از آنها منتقل شوند. این امر امکان انتقال حالتهای مختلف کوانتومی بین تک اتمها را با استفاده از فیبر نوری علاوه بر ایجاد درهم تنیدگی از راه دور بین اتم های دوردست فراهم می کند.   

### خطوط ارتباطی: لایه فیزیکی
در مسافت های طولانی تر ، روش اصلی کار شبکه های کوانتومی استفاده از شبکه های نوری و کیوبیت های مبتنی بر فوتون می باشد. این به خاطر شبکه های نوری است که احتمال تجزیه کمتری دارند. شبکه های نوری این مزیت را دارا هستند که می توانند از فیبر نوری موجود استفاده مجدد کنند. متناوباً می توان شبکه های فضا آزاد را که اطلاعات کوانتومی را از طریق جو یا از طریق خلا منتقل می کنند ، پیاده سازی کرد. 

#### شبکه های فیبر نوری
شبکه های نوری با استفاده از فیبر مخابراتی موجود می تواند با استفاده از سخت افزاری مشابه تجهیزات مخابراتی موجود پیاده سازی شود. این فیبر می تواند به صورت تک یا چند حالته باشد ، با داشتن حالت چندگانه امکان برقراری ارتباط دقیق تر وجود دارد.  در فرستنده ، می توان با تضعیف شدیدتر لیزر استاندارد مخابراتی استاندارد یک منبع فوتونی ایجاد کرد به طوری که میانگین تعداد فوتون در هر پالس کمتر از یک باشد. برای دریافت می توان از یک دستگاه آشکارساز نوری بهمن استفاده نمود. از روشهای مختلف کنترل فاز یا قطبش می توان مانند تداخل سنج ها و تقسیم تیرها استفاده کرد . در مورد پروتکل های مبتنی بر درهم تنیدگی ، فوتون های درهم تنیده می توانند از طریق تبدیل خود به خود پارامتری به پایین ایجاد شوند . در هر دو مورد ، فیبر مخابراتی می تواند برای ارسال سیگنال های زمان بندی و کنترل غیر کوانتومی ، مالتی پلکس شود.

#### شبکه های فضا آزاد
شبکه های کوانتومی فضا آزاد مانند شبکه های فیبر نوری کار می کنند ، اما به جای استفاده از اتصال فیبر نوری ، به بینایی طرفین ارتباط برقرار می کنند. شبکه های فضا آزاد معمولاً می توانند از نرخ انتقال بالاتری نسبت به شبکه های فیبر نوری پشتیبانی کنند و ملزوم نیستند که تقارن قطبی ناشی از فیبر نوری را در نظر بگیرند .  با این حال ، در مسافت های طولانی تر ، ارتباط فضا آزاد در معرض احتمال افزایش اختلال محیطی در فوتون ها است . 
یک نکته مهم این است که ، ارتباطات فضا آزاد از ماهواره به زمین نیز امکان پذیر می باشد. یک ماهواره کوانتومی با قابلیت توزیع درهم تنیده در مسافت 1203 کیلومتر  نشان داده شده است. تبادل آزمایشی فوتون های منفرد از یک سیستم ماهواره ای ناوبری جهانی در فاصله مورب 20000 کیلومتر نیز گزارش شده است.  این ماهواره ها می توانند نقش مهمی در اتصال شبکه های زمینی کوچکتر در فواصل بیشتری را داشته باشند.

### تکرار کننده ها
ارتباطات از راه دور توسط اثرات از دست دادن سیگنال و عدم انسجام ذاتی اکثر رسانه های حمل و نقل مانند فیبر نوری مانع می شود. در ارتباطات کلاسیک ، از تقویت کننده ها می توان برای تقویت سیگنال در هنگام انتقال استفاده نمود ، ولی در یک شبکه کوانتومی از تقویت کننده ها نمی توان استفاده کرد یه این دلیل که کیوبیت ها را نمی توان کپی کرد - این قضیه معروف به قضیه بدون کلون سازی می باشد . یعنی ، برای اجرای یک تقویت کننده ، باید حالت کامل کیوبیت پرواز تعیین شود ، چیزی که هم ناخواسته و هم غیرممکن می باشد.

#### تکرار کنندگان مورد اعتماد
یک مرحله واسطه ای که امکان آزمایش زیرساخت های ارتباطی را فراهم می کند ، تکرارکننده های مورد اعتماد می باشد. نکته مهم این است که ، از تکرار کننده مطمئن برای انتقال کیوبیت در مسافت های طولانی نمی توان استفاده کرد. در عوض ، از تکرار کننده قابل اعتماد فقط می توان برای انجام توزیع کلید کوانتومی با فرض اضافی که به تکرار کننده اعتماد دارد ، استفاده کرد. دو گره انتهایی A و B و یک تکرار کننده مطمئن R در وسط در نظر بگیرید. اکنون A و R توزیع کلید کوانتومی را برای تولید {\displaystyle k_{AR}} کلید انجام می دهند  . به همین ترتیب ، R و B توزیع کلید کوانتومی را برای تولید یک {\displaystyle k_{RB}}  کلید اجرا می کنند . A و B حالا می توانند یک کلید {\displaystyle k_{AB}} را بین خود بدست آورند که به طریق زیر می باشد: A می فرستد {\displaystyle k_{AB}} را به R رمزگذاری شده با کلید {\displaystyle k_{AR}} . R برای بدست آوردن رمزگشایی می کند {\displaystyle k_{AB}} را . R سپس دوباره رمزگذاری می کند {\displaystyle k_{AB}} با استفاده از کلید {\displaystyle k_{RB}} و آن را برای بدست آوردن رمزگشاهای B. B ارسال می کند {\displaystyle k_{AB}} . A و B اکنون کلید {\displaystyle k_{AB}} را به اشتراک می گذارند  . کلید از یک شنونده خارجی محافظت می کند ، اما واضح است که تکرار کننده R نیز می داند {\displaystyle k_{AB}} . این به این معنی است که هرگونه ارتباط بعدی بین A و B امنیت پایانی را فراهم نمی‌کند ، ولی فقط تا زمانی امن است که A و B به تکرار کننده R اعتماد داشته باشند.

#### تکرار کننده های کوانتومی

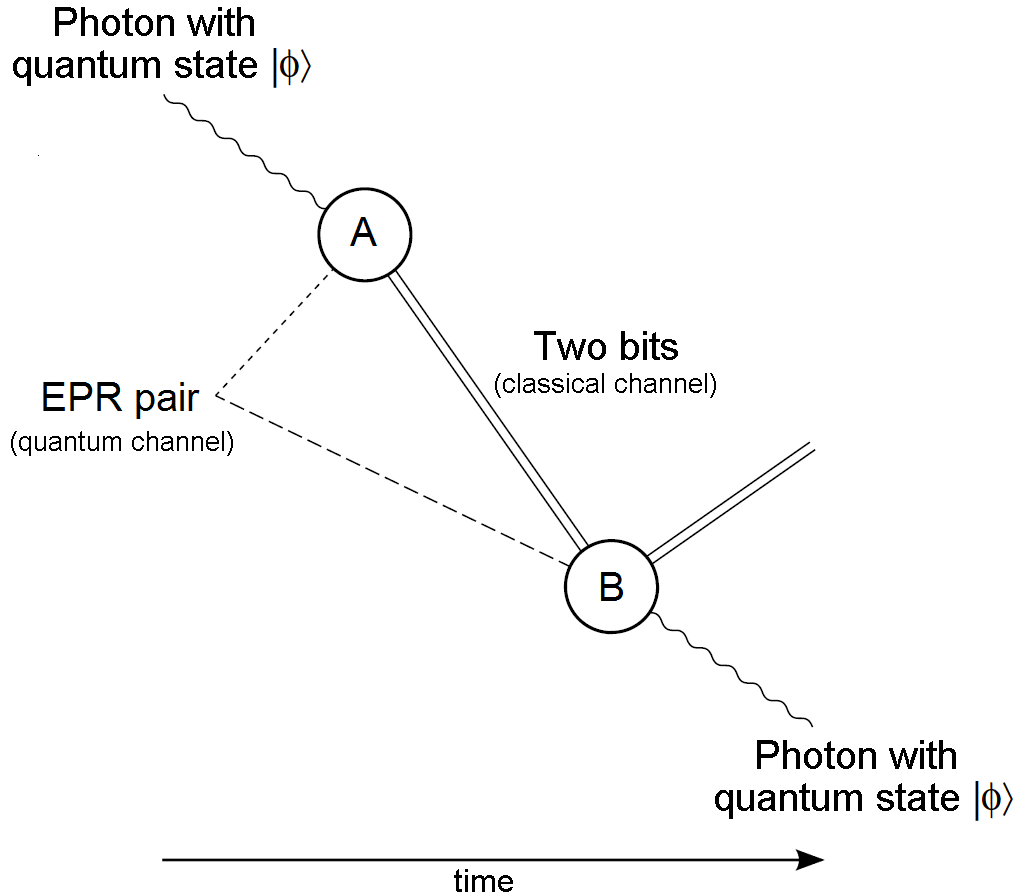
نمودار انتقال از راه دور کوانتومی فوتون

تکرار کننده کوانتومی واقعی اجازه می دهد تا پایان به پایان تولید درهم تنیدگی کوانتومی ، و بنابراین - با استفاده از انتقال از راه دور کوانتومی - انتقال پایان به پایان کیوبیت ها انجام شود . در پروتکل های توزیع کلید کوانتومی می توان چنین درهم آمیزی را آزمایش کرد. این بدان معنا می باشد که هنگام ساختن کلیدهای رمزگذاری شده ، فرستنده و گیرنده از امنیت لازم برخوردار هستند حتی اگر به تکرار کننده کوانتومی هیچ اعتمادی نداشته باشند. هر برنامه دیگری از اینترنت کوانتومی نیز به پایان به پایان دادن به انتقال کیوبیت و در نتیجه تکرار کوانتوم نیاز دارد.
تکرار کننده های کوانتومی امکان درهم تنیدگی را فراهم می کنند و می توانند در گره های دور بدون ارسال فیزیکی یک کیوبیت درهم پیچیده در کل فاصله ایجاد شوند. 
در این حالت ، شبکه کوانتومی متشکل از بسیاری از پیوندهای فاصله کوتاه شاید دهها یا صدها کیلومتر است. در ساده ترین حالت تک تکرار ، دو جفت کیوبیت درهم پیچیده ایجاد می شود: {\displaystyle |A\rangle } و {\displaystyle |R_{a}\rangle } واقع در فرستنده و تکرار کننده ، و یک جفت دوم {\displaystyle |R_{b}\rangle } و {\displaystyle |B\rangle } واقع در تکرار کننده و گیرنده. این کیوبیت های درهم پیچیده اولیه را می توان به راحتی ایجاد کرد ، به عنوان مثال از طریق تبدیل پارامتری به پایین ، با یک کیوبیت به صورت گره مجاور انتقال می یابد. در این مرحله ، تکرار کننده می تواند اندازه گیری زنگ را روی کیوبیت ها انجام دهد {\displaystyle |R_{a}\rangle } و {\displaystyle |R_{b}\rangle } بنابراین از طریق حمل و نقل از حالت کوانتومی {\displaystyle |R_{a}\rangle } به سوی {\displaystyle |B\rangle } . این تأثیر "تعویض" درهم تنیدگی را به گونه ای دارد {\displaystyle |A\rangle } و {\displaystyle |B\rangle } اکنون با فاصله ای دو برابر از جفت های اولیه در هم گره خورده اند. ملاحظه می شود که می توان از شبکه ای از چنین تکرارکننده ها به صورت خطی یا به صورت سلسله مراتبی استفاده کرد تا در مسافت های طولانی درهم تنیدگی ایجاد کند. 
سیستم عامل های سخت افزاری مناسب به عنوان گره های انتهایی فوق نیز می توانند به عنوان تکرار کننده های کوانتومی عمل کنند. با این وجود ، سیستم عاملهای سخت افزاری خاص فقط  برای وظیفه نقش یک تکرار کننده ، بدون توانایی انجام دروازه های کوانتومی ، وجود دارد.

#### تصحیح خطا
تصحیح خطا را می توان در تکرار کننده های کوانتومی استفاده کرد. با این حال ، به دلیل محدودیت های تکنولوژیکی ، کاربرد به مسافت بسیار کوتاه محدود می شود زیرا طرح های تصحیح خطای کوانتومی که قادر به محافظت از کیوبیت ها در مسافت های طولانی هستند به مقدار بسیار زیادی کیوبیت و از این رو رایانه های کوانتومی بسیار بزرگ نیاز دارند.
خطاهای موجود در ارتباط را می توان به طور کلی به دو نوع طبقه بندی کرد: خطاهای از دست دادن (به دلیل فیبر نوری / محیط) و خطاهای عملکرد (مانند دپلاریزاسیون ، تخلیه و غیره). ) در حالی که می توان از افزونگی برای شناسایی و اصلاح خطاهای کلاسیک استفاده کرد ، به دلیل قضیه عدم شبیه سازی نمی توان کیوبیت های اضافی ایجاد کرد. در نتیجه ، انواع دیگری از تصحیح خطا باید وارد شود مانند کد Shor یا یکی از کدهای عمومی و کارآمدتر. همه این کدها با توزیع اطلاعات کوانتومی در چندین کیوبیت درهم پیچیده کار می کنند تا خطاهای عملکرد و همچنین خطاهای از دست دادن تصحیح شوند. 
علاوه بر تصحیح خطای کوانتوم ، تصحیح خطای کلاسیک را می توان توسط شبکه های کوانتومی در موارد خاص مانند توزیع کلید کوانتومی استفاده کرد. در این موارد ، هدف ارتباط کوانتومی انتقال ایمن رشته ای از بیت های کلاسیک است. کدهای تصحیح خطای سنتی مانند کدهای هممینگ را می توان قبل از رمزگذاری و انتقال در شبکه کوانتومی ، روی رشته بیت اعمال کرد.

#### تصفیه عقده
تجزیه کوانتومی می تواند زمانی اتفاق بیفتد که یک کیوبیت از یک حالت زنگ درهم پیچیده از طریق یک شبکه کوانتومی منتقل شود. تصفیه پیچیدگی امکان ایجاد کیوبیت های تقریباً درهم پیچیده را از تعداد زیادی کیوبیت دلخواه که به ضعیف درهم پیچیده شده اند ایجاد می کند و بنابراین محافظت بیشتری در برابر خطاها ایجاد می کند. تصفیه پیچیدگی (همچنین به عنوان تقطیر درهم تنیدگی شناخته می شود ) قبلاً در مراکز خالی نیتروژن در الماس نشان داده شده است. 

## برنامه های کاربردی
اینترنت کوانتومی از برنامه های متعددی پشتیبانی می کند که با گره کوانتومی فعال می شوند. به طور کلی ، درهم تنیدگی کوانتومی برای کارهایی که نیاز به هماهنگی ، هماهنگی یا حفظ حریم خصوصی دارند کاملاً مناسب است.
نمونه هایی از این برنامه ها شامل توزیع کلید کوانتومی ،   تثبیت ساعت ،  پروتکل برای مشکلات سیستم توزیع شده مانند انتخاب رهبر یا توافق نامه بیزانس ،  گسترش پایه تلسکوپ ها ،   به عنوان همچنین تأیید موقعیت ، شناسایی ایمن و رمزنگاری دو طرفه در مدل ذخیره سر و صدا . اینترنت کوانتومی همچنین امکان دسترسی ایمن به رایانه کوانتومی  در ابر را فراهم می کند. به طور خاص ، یک اینترنت کوانتومی دستگاه های کوانتومی بسیار ساده را قادر می سازد تا به یک کامپیوتر کوانتومی از راه دور متصل شوند به گونه ای که می توان در آنجا محاسبات را انجام داد بدون اینکه کامپیوتر کوانتومی دریابد که این محاسبات در واقع چیست (حالت های کوانتومی ورودی و خروجی بدون اندازه گیری بدون از بین بردن محاسبه ، اما ترکیب مدار مورد استفاده برای محاسبه مشخص خواهد شد).

### ارتباطات امن
وقتی صحبت از برقراری ارتباط به هر شکلی می شود ، همیشه بزرگترین مسئله حفظ خصوصی این ارتباطات بوده است.  شبکه های کوانتومی امکان ایجاد ، ذخیره و انتقال اطلاعات را فراهم می آورند ، به طور بالقوه "سطحی از حریم خصوصی ، امنیت و نفوذ محاسباتی که دستیابی به آن با اینترنت امروز غیرممکن است" را به دست می آورد. 
با استفاده از یک اپراتور کوانتومی که کاربر بر روی یک سیستم اطلاعاتی انتخاب می کند ، اطلاعات را می توان برای گیرنده ارسال کرد بدون اینکه شنونده بتواند به طور دقیق بتواند اطلاعات ارسالی را ضبط کند بدون اینکه فرستنده یا گیرنده از آن مطلع باشد. بر خلاف کلاسیک درباره است که در بیت منتقل شده و اختصاص هر یک از مقدار 0 یا 1، اطلاعات کوانتومی مورد استفاده در شبکه های کوانتومی با استفاده از بیت کوانتومی (کیوبیت)، که می تواند هر دو 0 و 1 ارزش در همان زمان، در یک حالت برهم نهی .   این کار به این دلیل انجام می شود که اگر شنونده ای سعی در گوش دادن به آن داشته باشد ، آنها با گوش دادن اطلاعات را به صورت ناخواسته تغییر می دهند ، در نتیجه دست خود را به سمت افرادی که به آنها حمله می کنند ، می کشند. ثانیاً ، بدون اپراتور کوانتومی مناسب برای رمزگشایی اطلاعات ، آنها اطلاعات ارسالی را خراب می کنند بدون اینکه خودشان بتوانند از آنها استفاده کنند. علاوه بر این ، کیوبیت ها را می توان در مواد مختلفی رمزگذاری کرد ، از جمله در قطب بندی فوتون ها یا حالت چرخش الکترون ها . 

## وضعیت فعلی

### اینترنت کوانتومی
در حال حاضر ، هیچ شبکه اتصال پردازنده های کوانتومی ، یا تکرار کننده های کوانتومی مستقر در خارج از آزمایشگاه وجود ندارد.
یک نمونه از نمونه اولیه شبکه ارتباطات کوانتومی ، شبکه کوانتومی هشت کاربره در مقیاس شهر است که در مقاله ای که در سپتامبر 2020 منتشر شد ، توصیف شده است. شبکه مستقر در بریستول از زیر ساختهای فیبر استفاده کرده و بدون سوئیچینگ فعال یا گره های قابل اعتماد کار می کند.  

### مودم های کوانتومی آزمایشی
یک تیم تحقیقاتی در انستیتوی اپتیک کوانتوم ماکس پلانک در گارچینگ ، آلمان در انتقال داده های کوانتومی از کیوبیت های پرواز و پایدار از طریق تطبیق طیف مادون قرمز موفقیت کسب کرده است. برای دستیابی به تطبیق رزونانس طول موج های مادون قرمز موجود در شبکه های فیبر نوری ، به یک کریستال سیلیکات ایتریوم فوق العاده خنک شده و ساندویچ اربیوم نیاز دارد. این تیم با موفقیت نشان داد که دستگاه بدون اتلاف داده کار می کند. 

### شبکه های توزیع کلید کوانتومی
چندین شبکه آزمایشی مستقر شده اند که متناسب با کار توزیع کلید کوانتومی یا در فواصل کوتاه (اما بسیاری از کاربران را بهم متصل می کند) یا در فواصل بزرگتر با تکیه بر تکرار کننده های معتبر ، تنظیم می شوند. این شبکه ها هنوز اجازه پایان دادن به انتقال کیوبیت یا پایان ایجاد پایان گره خوردن بین گره های دور را نمی‌دهند.